# Elie Saab
 (novembre 2020).
Elie Saab, né à Damour le 4 juillet 1964, est un styliste libanais, « membre correspondant » de la Chambre syndicale de la haute couture et disposant à ce titre de l’appellation protégée de haute couture pour ses collections.

## Biographie
Elie Saab naît à Damour le 4 juillet 1964 d'une mère au foyer et d'un père marchand de bois. Il est l'aîné des cinq enfants du couple.
Alors qu'il a 11 ans, pendant la guerre civile libanaise, sa maison natale à Damour est détruite. La famille fuit à dix personnes dans une voiture, se réfugiant à Beyrouth, dans le quartier populaire d'Ain Remaneh.
Il s'intéresse à la couture dès l'âge de neuf ans où il commence à découper des patrons et à dessiner des croquis, qu'il exécute ensuite pour ses sœurs en découpant ses modèles dans les nappes et les rideaux de sa mère.
Par la suite, il se construit ainsi un premier réseau de clients.

### Les débuts
Elie Saab se lance dans des études de couture. Mais, maîtrisant déjà l'art et le savoir-faire de la haute-couture, il s'ennuie rapidement et décide alors, à dix-huit ans, de monter son propre atelier de couture à Beyrouth, en 1982, avec une dizaine de personnes.
Quelques mois plus tard, il présente sa première collection, composée de robes très féminines, qui est très bien accueillie par le public. Sa renommée commence à dépasser les frontières du Liban.

### Beyrouth - Rome - Paris
En 1997, Elie Saab défile à la fashion week italienne « Camera Nazionale della Moda ». Il est alors le seul membre étranger. Il fait défiler ses modèles à Rome, trois ans d'affilée.
Sa première ligne de prêt-à-porter, une collection "automne-hiver" présentée, en 1998, lors de la semaine de la mode à Milan, est très bien accueillie.
En 2000, il est invité par la Chambre syndicale de la haute couture à défiler à Paris. Depuis, il présente deux collections par an à Paris. En juillet 2003, il devient « Membre invité » de la Chambre.
En 2002, il s'installe à Paris.
En 2005, c'est à Beyrouth qu'il ouvre sa seconde maison en centre-ville, dans un immeuble moderne de cinq étages où sont désormais basés ses ateliers, son studio de création, une boutique de prêt-à-porter ainsi que ses salons couture et robes de mariées.
Un an plus tard, en novembre 2006, Elie Saab devient « Membre correspondant » à la Chambre syndicale de la haute couture. Au cours de cette année, il cherche à faire de Paris son deuxième point d'attache. Il collabore avec différents métiers d'art pour ses collections en Haute couture ou en Prêt-à-porter. Ce nouveau lieu ouvre en 2007, 1 rond-point des Champs-Élysées dans le 8e arrondissement de Paris.
En juillet 2008, le premier corner en Angleterre ouvre chez Harrods. Situé au premier étage du magasin, l'espace présente les collections "soirées".

## Elie Saab et le Show Business
Elie Saab habille des stars américaines depuis 1999, tous milieux artistiques confondus. La cérémonie des Oscar de mars 2002 marque un tournant important dans la carrière du couturier grâce à l'actrice Halle Berry qui remporta l'Oscar de la meilleure actrice pour son rôle dans le film À l'ombre de la haine. Elle vient chercher son prix dans une robe lie de vin Elie Saab rebrodée sur le buste. L'instant immortalisé par les photographes fait la une de nombreux magazines à travers le monde ce qui augmente la popularité d'Elie Saab.
En 2006, la maison Elie Saab est présente pour la seconde fois au Festival de Cannes. Cette année-là, Emmanuelle Béart remit la Palme d'or habillée en Elie Saab (elle porte régulièrement cette marque).
En 2015, pour la nouvelle série de concerts de Céline Dion à Las Végas, sa styliste choisit une robe jaune de chez Elie Saab pour une partie du concert.

## Vie privée
Elie Saab a épousé sa femme Claudine en juillet 1990. Père de trois fils, il passe la plupart de son temps libre dans sa maison de Faqra. Il est passionné d'architecture et de design contemporain, et dessine des meubles pour ses maisons.

## Autres activités
- En mars 2003, BMW Dubaï propose au couturier de restyler l'intérieur de la BMW serie X. Ce modèle sera destiné à la commercialisation dans les pays du Moyen-Orient.
- En 2003, il travaille avec MAC Cosmetics à l'élaboration d'une palette d'ombres à paupières inspirée des couleurs de ses collections.
- En 2004, il prête son image à une campagne marketing de la marque de scotch whisky Johnnie Walker.
- En 2006, il parraine une émission de télé-réalité Mission Fashion diffusée par la chaîne LBCI. L'émission vise à élire des mannequins et designers apprenti dans le Moyen-Orient et le Maghreb dans le but de soutenir la jeunesse et de la faire persévérer dans cette voie[pertinence contestée].

## Ouvrage
- Elie Saab, éd. Assouline, 2013.